# Upokojitev
Upokojítev je zaključitev dela ali kariere, navadno v pozni odraslosti, zaradi dosežene starosti ali delovne dobe za upokojitev. Kot tako jo moramo ločiti od invalidske upokojitve, kjer posamezniki neodvisno od svoje starosti delovno mesto zapustijo zaradi pomanjkanja delazmožnosti (bolezni ali poškodbe), in od posameznikov, ki poln delovni čas skrajšajo na polovični delovni čas. Gre za čas prenehanja zaposlitve z istočasnim začetkom prejemanja pokojnine, ki predstavlja mejnik v življenju posameznika. Upokojitev s seboj prinese različne psihološke, družbene, ekonomske spremembe v življenju upokojenega, zato je ne moremo dojemati zgolj kot objektivni dogodek, spopadanje z upokojitvijo pa je močno odvisno od osebnostnih potez, poklicne vloge, družbenih mrež in samopodobe.

## Zakonska podlaga upokojitve

### Upokojitvena starost in pogoji za starostno upokojitev
Starostna upokojitev in pokojnina se preračunata na podlagi starosti in delovne dobe, zaposleni pa lahko ob posebnih okoliščinah koristi druge pravice do pokojnine in sicer delno pokojnino, družinsko pokojnine, invalidsko pokojnino, vdovsko pokojnino. Upokojitvena starost ni stabilna, ampak se zaradi podaljševanja življenjske dobe in istočasnega zmanjševanja zaposlenega (delovno aktivnega) prebivalstva dviguje, namen dviganja pa je ohranjanje finančne stabilnosti sistema. Pravica do starostne upokojitve je odvisna od dopolnjene starosti in zavarovalne, pokojninske oziroma pokojninske dobre brez dokupa, kjer v Sloveniji v letu 2015 velja, da je za pridobitev pravice do starostne pokojnine treba hkrati izpolnjevati oba pogoja, ki se v prehodnem obdobju razlikujeta glede na spol zavarovanca (pri ženskah je dopolnjena starost načeloma nižja).
| Starost             | Pokojninska doba                |
| ------------------- | ------------------------------- |
| 58 let in 8 mesecev | 39 let brez dokupa              |
| 62 let in 6 mesecev | najmanj 20 let                  |
| 64 let in 6 mesecev | najmanj 15 let zavarovalne dobe |

| Starost             | Pokojninska doba                |
| ------------------- | ------------------------------- |
| 59 let              | 40 let brez dokupa              |
| 64 let in 6 mesecev | najmanj 20 let                  |
| 65 let              | najmanj 15 let zavarovalne dobe |

### Upokojitev pri nižji starosti
V določenih sledečih primerih je pravico do starostne pokojnine mogoče pridobiti pri nižji starosti in sicer se zniža zaradi; skrbi za vsakega rojenega ali posvojenega otroka, kjer se starost zniža glede na število otrok do največ 48 mesecev, v največ primerih pa se uveljavlja pri ženskah; obveznega služenja vojaškega roka, ki ga lahko uveljavljajo le moški, starost pa se zniža za dve tretjini časa služenja do največ 24 mesecev; vstopa v obvezno pokojninsko in invalidsko zavarovanje pred dopolnjenim 18. letom starosti; dela na za zdravje škodljivih delovnih mestih ali v poklicih, ki jih zaradi narave in teže dela po dopolnitvi določene starosti ni bilo mogoče uspešno opravljati; osebnih okoliščin, pogojenih z zdravstvenim stanjem, med te štejemo telesno okvaro najmanj 70%, statuse vojaškega invalida, civilnega invalida vojne, slepega, gluhega, obolelega za distrofijo in sorodnimi mišičnimi ali nevro-mišičnimi boleznimi in paraplegijo, cerebralno in otroško paralizo, multiplo sklerozo, oboleli za rakom do 15. leta starosti itd.

### Invalidska in predčasna upokojitev
Invalidska upokojitev (in pokojnina) se dodeli osebam ob nastali invalidnosti I. kategorije; ob nastali invalidnosti II. kategorije, kadar oseba ni zmožna opravljati drugega dela brez poklicne rehabilitacije, vendar ji ta ni zagotovljena, ker je stara nad 50. let; ob nastali invalidnosti II. ali III. kategorije, kjer osebi ni zagotovljena druga ustrezna zaposlitev ali prerazporeditev, ker je dopolnil 63 oziroma dopolnila 61 let starosti. Na pridobitev pravice pa vpliva tudi vzrok invalidnosti (ali gre za poškodbo na delu ali izvira iz bolezni ali poškodbe izven dela) in če je oseba mlajža od 21 let.

### Delna upokojitev
Delna pokojnina je vrsta starostne pokojnine, dodeli pa se osebi, ki je po upokojitvi ponovno vstopila (ali ostala) v delovno razmerje, kjer opravlja dela s skrajšanim delovnim časom. Izplačana pokojnina je določena v sorazmerju s skrajšanjem delovnih ur, oseba izpolnjevati pogoje za starostno upokojitev, obenem pa je v delovnem razmerju z največ polovičnim delovnim časom. Upokojitev ne pomeni vedno nujno prenehanje dela, saj upokojenci zakonsko lahko prijavijo samostojno podjetje, ki pa vpliva na pravico do pokojnine, lahko opravljajo občasno delo upokojencev, kjer so omejene najnižje urne postavke (vsaj 4,20 € bruto), dovoljeno število ur opravljenega začasnega ali občasnega dela (največ 60 ur v koledarskem mesecu) in maksimalna višina letnega dohodka upokojenca (največ 6.300 € bruto). Prav tako lahko opravljajo osebno dopolnilno delo, kjer upokojenci preko vrednotnic opravljajo delo za druge ali pa prodajajo izdelke, gozdne sadeže, zelišča.

## Psihološki vidiki upokojitve

### Starostna normativnost
Upokojitev je psihološko gledano starostno normativni dogodek, kar pomeni, da je značilen za neko življenjsko obdobje (pozno odraslost) in ga doživi večina ljudi, posamezniku pa predstavlja več kot le opustitev določenih aktivnosti, saj oseba ostane brez poklicne vloge, čemur se mora oseba prilagoditi  Poleg drugih življenjskih vlog predstavlja tudi poklicna vloga bistveno sestavino posameznikove identitete in je pomemben vir samospoštovanja. Ravno zato opuščanje te vloge lahko pri nekaterih posameznikih sproži določeno mero stresa in neugodno vpliva na zdravje ter zaznano zadovoljstvo z življenjem. Vendar pa upokojitev sama po sebi večini starostnikov ne povzroža težav, v nasprotju z mnogimi prepričanji, da so starostniki in upokojenci zaradi zaključka kariere, opustitve določenih poklicnih in na poklic vezanih socialnih vlog ter posledično zmanjšanega občutka vpliva in spoštovanja pa tudi zaradi staranja pogosto razžaljeni, togotni, zagrenjeni ali celo depresivni. Večina upokojenih namreč poroča o zadovoljstvu ob upokojitvi, telesno in psihično počutje ostane enako kot pred upokojitvijo, osebe so še vedno socialno, telesno in umsko dejavne . Slednje bi bilo mogoče pripisati dobro razvitim strategijam za spoprijemanje s stresom pri tej starosti.

### Težave s prilagajanjem na upokojitev
Pri približno tretjini ljudi se po upokojitvi pojavi nezadovoljstvo zaradi opustitve dela, v blagih obliki pa se te težave kažejo kot upad samospoštovanja, zaskrbljenost glede materialnega položaja, zaskrbljenost glede porabe časa, osamljenost, lahko tudi depresivnost. Pojav teh težav je pogostejši pri osebah, ki imajo nižjo pokojnino, slabo zdravje in nizko izobrazbo, pogosteje pa se pojavi tudi pri tistih, ki so imeli (oz. še imajo) močno poklicno identiteto in v delovni organizaciji zasedajo visok položaj, pa tudi pri posameznikih, ki imajo v vsakdanjiku radi strukturiran urnik.  Težke frustracije in depresijo lahko doživljajo tisti, ki so zelo radi delali in so v delu videli življenjski smisel. Po drugi strani pa so najbolj zadovoljni tisti, ki so se brez težav ločili od poklicnega dela in sodelavcev, ki imajo dobro pokojnino, so zdravi in so že pred upokojitvijo načrtovali dejavnosti v novem prostem času - tu lahko govorimo o psiholoških in socialnih varovalnih dejavnikih. Tudi zadovoljstvo z zadnjim delovnim mestom naj bi imelo pomemben vpliv na zadovoljstvo po upokojitvi, vendar si empirične raziskave niso jasne glede smeri povezanosti - novejše kažejo, da tisti manj zadovoljni z zadnjim delovnim mestom poročajo o nižjem življenjskem zadovoljstvu, medtem ko predhodne kažejo ravno obratno. Raziskovalci so ugotavljali tudi kaj najbolj napoveduje življenjsko zadovoljstvo v pozni odraslosti, preverjali pa so socio-demografske spremenljivke, objektivne pogoje (npr. sluh, gibanje, bolezni) in subjektivne ocene teh objektivnih pogojev, kjer so ravno subjektivne ocene najbolje napovedovale splošno življenjsko zadovoljstvo starostnikov, najpomembnejši dejavniki pa so bili subjektivna ocena zdravja in zadovoljstvo s finančnim stanjem. Zadovoljstvo z življenjem pa raziskovalci opredeljujejo v smislu objektivnih socialno-materialnih meril (primerno stanovanje, dostop do zdravstvenih in socialnih storitev, zadostno visoka pokojnina, priložnosti za socialno interakcijo) in posameznikove subjektivne ocene teh objektivnih življenjskih pogojev.

### Varovalni dejavniki
Prvi pomembni dejavnik, ki vpliva na velikost stresne reakcije in nadzor stresa po upokojitvi, je socialna opora. Zaradi upada stikov s sodelavci se sama socialna mreža posameznika po upokojitvi zoži, vendar pa ostane kakovost socialne opore, ki jo dobi od partnerja, prijateljev in odraslih otrok, stabilna. Pri partnerjih s pozitivnim medosebnim odnosom se zadovoljstvo s partnerstvom po upokojitvi še poveča, skupaj preživita dosti več prostega časa, se hitreje in učinkoviteje prilagodita na stanje po upokojitvi. Raziskava kaže, da je družinsko zadovoljstvo sicer pomembnejši napovedovalec življenjskega zadovoljstva pri ženskah kot pri moških. Prav tako se med spoloma razlikuje zaznavanje stresnih dogodkov po upokojitvi. Ob upokojitvi in  staranju tudi ob vse večjih in številčnejših življenjskih omejitvah večina starostnikov ohranja življenjsko zadovoljstvo že v zelo pozno starost in sicer s postopnim prilagajanjem, spreminjanjem meril za primerjavo sebe z drugimi, zniževanjem želja in drugimi strategijami upravljanja z življenjem.

## Priprava na upokojitev

### Uradni postopek upokojitve
- 1. Pred zaključkom dela mora delodajalec odjaviti zaposlenega iz obveznega pokojninskega, invalidskega in zdravstvenega zavarovanja, s čimer osebi preneha veljati pogodba o zaposlitvi, samozaposleni pa se morajo po odjavi iz zavarovanja tudi izbrisati iz Poslovnega registra Slovenije.
- 2. Oseba nato vloži zahtevo za priznanje pravice do starostne pokojnine pri Zavodu za pokojninsko in invalidsko zavarovanje Slovenije, kateremu je treba priložiti nekatera dokazila in zahtevo odda ZPIZ-u.[3]

### Aktivno staranje
Že vnaprejšnje priprave na upokojitev so lahko pomemben zaviralec razvoja stresa, frustracij, osamljenosti in togotnosti, ki se pri nekaterih pojavijo ob prehodu v upokojitev. Z neposredno pripravo na upokojitev zadnjih par let pred le-to, pa se oseba pripravi na življenjske spremembe, svobodno življenje po njej, pa tudi na aktivno starost, kar je ključen del staranja. Pri tem je pomembno, da se oseba materialno, duševno in socialno na aktivno starost pripravi pred upokojitvijo, saj je po njej čas za aktivno življenje in izpopolnjevanje v tretjem življenjskem obdobju. Skozi celotno življenje pa si mora prizadevati, da si izoblikuje realistično pozitivno stališče do starosti, ki ne sme biti niti preveč pesimistična niti pretirano rožnata, in da se osebno poveže s kakim starejšim človekom, od katerega prejme kulturo in življenjske izkušnje. Na novo situacijo po upokojitvi naj bi se učinkoviteje prilagodili tudi tisti, ki so že v času zaposlitve (v času srednje odraslosti) razvili stabilne navade prostočasnih dejavnosti.

### Neposredna priprava na upokojitev
Takoj ob upokojitvi se posameznik loti določenih nalog, ki mu pomagajo pri prehodu njegovih socialnih vlog. Upokojenec lahko pripravi osebni načrt življenja po upokojitvi, da se izgone praznini in preobremenitvi. Koristno je imeti vsakdanji urnik z rednim ritmom počitkov in vstajanja, urejanja, prehranjevanja, rekreacije itd, saj osebi pomaga ostati mladosten  v starosti. Obenem naj se loti učenja in vpeljevanja novih dejavnosti, da ohranja aktivno življenje, in navezovanja novih socialnih stikov, da ohranja socialno mrežo. Tu so koristen vir različna prostovoljstva, upokojenska društva, dobrodelnost ali pa univerza za tretje življenjsko obdobje.

### Priprava na upokojitev v organizacijah
Za zaposlene je smiselno pripraviti organiziran tečaj priprave na upokojitev. Tudi ministrstvo za delo, družino in socialne zadeve navaja, da ga je treba sistematično uvajati v zadnjem obdobju zaposlitve, prav tako v evropskih državah vlada praksa, da je predupokojitveno izobraževanje obveza delodajalca. Na izobraževanjih se bodočim upokojencem predstavi načine prilagajanja, iskanje novih izzivov v novem življenjskem kontekstu, mnogi se znotraj izobraževanja udeležijo tudi sistematičnega zdravniškega pregleda in se naučijo načinov vzdrževanja njihovega zdravja, udeležencem pa naj bi bile dostopne tudi različne pravne informacije vezane na upokojitev. Poleg pridobivanja informacij pa je pomembno tudi, da oseba izrazi svojo vizijo upokojitve in odnos do sprememb.